# Gaon di Vilna
Elia (Eliyahu) ben Shlomo Zalman più conosciuto come il Gaon di Vilna, oppure come il Gra (acronimo ebraico per Gaon Rabbi Eliyahu), (Sjalec, 23 aprile 1720 – Vilnius, 9 ottobre 1797) è stato un rabbino lituano. Fu uno dei rabbini maggiormente competenti degli ultimi secoli. Si dimostrò un eccellente talmudista, halachista, studioso e maestro di Kabbalah; soprattutto fu il leader del mondo ebraico anti-chassidico. Nella lingua ebraica si fa riferimento a lui come in ebraico הגאון החסיד מווילנה‎?, haGaon haChasid miVilna, 'il buon genio da Vilna'.
Egli fu una delle più influenti autorità rabbiniche e, sebbene fosse già apprezzato dai saggi che lo conoscevano con il suo acronimo, iniziò a essere sostenuto da molte autorità, tanto che alcuni lo consideravano allo stesso livello di autorevolezza dei Rishonim (coloro che erano stati le principali autorità rabbiniche durante il Medioevo). Numerosi gruppi di persone, compresi molte yeshivot, sostennero la serie riti e costumi ebraici (minhag), il "minhag ha-Gra," che prendono il suo nome, anche considerati da molti per essere il prevalente minhag di Gerusalemme. Il Gaon scrisse anche di matematica, fu infatti esperto nelle opere di Euclide e incoraggiò un suo allievo, Rabbi Baruch di Shklov, a tradurre le grandi opere di matematica in ebraico.

## Biografia

### Gioventù ed educazione
Nato nel villaggio di Sjalec (Сялец, oggi in Bielorussia), il piccolo Eliyahu mostrò uno straordinario talento quando era ancora bambino. Alla tenera età di tre anni aveva già imparato la Bibbia a memoria. All'età di sette anni gli fu insegnato il Talmud da Moses Margalit, rabbino di Kėdainiai nonché autore di un commentario al Talmud di Gerusalemme. Si dice che avesse già imparato molti trattati a memoria (il Gaon di Vilna era molto conosciuto per avere una memoria fotografica). Dall'età di otto anni studiò astronomia nel tempo libero. Dall'età di dieci anni continuò i suoi studi senza l'aiuto di un insegnante e a undici anni si impegnò a imparare il Talmud a memoria.
Quando raggiunse un'età più matura Eliyahu girovagò per varie parti della Polonia e della Germania, come era consuetudine dei talmudisti di quel tempo. Col tempo, quando aveva circa vent'anni, i rabbini gli sottoponevano i loro più difficoltosi problemi halakhici per la soluzione. Studiosi ebrei e non-ebrei ricercarono le sue intuizioni in matematica e astronomia. Fece ritorno alla sua città natale nel 1748, dopo aver ormai acquisito una fama considerevole.

### Metodi di studio
Il Gaon applicò al Talmud e alla letteratura rabbinica un appropriato metodo filologico. Fece un tentativo verso un esame critico del testo; e quindi, molto spesso con il solo riferimento a un passo parallelo, o con una correzione del testo, riscrisse deboli decisioni prese dai suoi predecessori rabbinici.
Dedicò molto tempo allo studio della Bibbia ebraica e della grammatica ebraica e fu un sapiente nelle scienze secolari, arricchendo queste ultime con il suo originale contributo. I suoi allievi e amici vollero seguire la sua stessa linea e il suo stesso semplice metodo di studio. Egli li esortò anche a non trascurare le scienze secolari, sostenendo che all'ebraismo si poteva arrivare solo studiandolo. Il Gaon fu anche attratto dallo studio della Kabbalah; le sue controversie con l'ebraismo chassidico quindi non nascevano da un rifiuto del misticismo ma da una profonda differenza di interpretazione dei suoi insegnamenti, in particolare riguardo ai rapporti con la halakhah e il minhag ashkenazita.
Il Gaon di Vilna fu molto modesto e obiettivo; rifiutò la carica di rabbino sebbene gli sia stata spesso offerta in termini lusinghieri. Nel corso dei suoi ultimi anni di vita rifiutò anche di dare approvazioni sebbene questo fosse un privilegio dei grandi rabbini; pensava troppo umilmente di se stesso per decidere di assumere una tale autorità. Condusse perciò una vita ritirata, tenendo conferenze di tanto in tanto, per una ristretta cerchia di allievi.
Nel 1755, quando il Gaon aveva solo trent'anni, Jonathan Eybeschütz, che all'epoca ne aveva sessanta, si affidò a lui perché esaminasse e decidesse riguardo ai suoi amuleti che erano stati oggetto di discordia fra lui e il Rabbino Jacob Emden. Il Gaon di Vilna, in una lettera a Eybeschütz, stabilì che, sebbene in piena solidarietà con lui, non credeva che le parole provenienti da uno straniero come lui, che non aveva neanche il vantaggio dell'età matura, potessero essere di alcuna rilevanza fra le parti contendenti.

### L'opposizione al chassidismo
Quando l'ebraismo chassidico divenne influente nella sua città natale, il Gaon di Vilna, unendo i rabbini e i capi delle comunità polacche, conosciute col nome di Mitnagdim, prese provvedimenti per tenere sotto controllo l'influenza chassidica. Nel 1777 una delle prime scomuniche del Mitnagdim fu lanciata a Vilna contro il chassidismo mentre una lettera fu scritta anche alle grandi comunità per esortarle a sopprimere il chassidismo come nell'esempio e di tenerlo d'occhio fino a che non avessero ritrattato. La lettera fu presa in considerazione da molte comunità e a Brody, durante la fiera, il cherem (divieto di scomunica) venne pronunciato ai danni del chassidismo.
Nel 1781, quando il chassidismo rinnovò la sua opera di proselitismo sotto la guida del proprio rabbino Shneur Zalman di Liadi (il "Ba'al Ha'tanya"), il Gaon li scomunicò nuovamente, definendoli degli eretici con i quali nessun ebreo avrebbe potuto contrarre matrimonio.
Dopo questo, il Gaon si ritirò nuovamente quando i chassidim colsero l'opportunità di spargere la voce che si era schierato con loro e si era anche pentito di averli perseguitati. Il Gaon a quel punto inviò due suoi allievi (1796) con delle lettere per tutte le comunità della Polonia che dichiaravano che non aveva cambiato la propria posizione al riguardo e che le affermazioni dei chassidim erano pure invenzioni. Ancora accadde però che le scomuniche non fermarono la diffusione del chassidismo.

### Altre opere
Tranne che in questo caso il Gaon di Vilna non prese quasi mai parte negli affari pubblici e, per quanto fosse noto, non presiedette su nessuna grande scuola di Vilna. Egli era soddisfatto del successo delle sue conferenze midrashiche dirette a pochi allievi scelti, che aveva iniziato ai suoi metodi scientifici. Egli insegnò loro la grammatica ebraica, la Bibbia ebraica e la Mishnah, un soggetto che venne largamente trascurato dai talmudisti di quel periodo. Fu molto ansioso di introdurre i suoi allievi allo studio della letteratura del midrash e ai trattati minori del Talmud, che erano del tutto sconosciuti agli studenti di quel periodo.
Pose speciali attenzioni nello studio del Talmud di Gerusalemme, che era stato completamente trascurato per secoli.
Essendo convinto che lo studio della Torah rappresenti la vera vita dell'ebraismo e che questo studio vada fatto in una scuola scientifica  e non in una scuola comune, il Gaon incoraggiò il suo allievo prediletto, il rabbino Chaim Volozhin, a fondare una yeshiva (un collegio) nel quale insegnare la letteratura rabbinica. Chaim portò avanti questo progetto solo qualche anno dopo la morte del proprio maestro. La scuola venne inaugurata a Volozhin nel 1803.

### L'ascetismo
Il Gaon di Vilna condusse una vita ascetica. Interpretava alla lettera le parole dei rabbini più anziani, secondo i quali la Torah poteva essere acquisita solo abbandonando tutti i piaceri e accettando con serenità le sofferenze; e, dato che visse secondo questo principio, veniva riverito dai suoi conterranei come un santo tanto che i suoi contemporanei lo chiamavano "il chassid". Questo, chiaramente, risulta ironico data la sua ben nota opposizione al movimento chassidico, bisogna pensare però che questo termine può essere usato in due differenti modi.
Il Gaon intraprese un viaggio verso la Terra di Israele ma, per motivi che non si conoscono, non andò oltre la Germania. Agli inizi del diciannovesimo secolo, tre gruppi di suoi studenti, conosciuti come i Perushim, pianificarono quel viaggio, stabilendosi per lo più a Tzfat e a Gerusalemme. Mentre si trovava a  Königsberg il Gaon scrisse alla sua famiglia una lettera che venne pubblicata con il titolo di Alim li-Terufah, a Minsk nel 1836.

### Le opere
Il Gaon di Vilna fu un autore copioso; esiste un'antica leggenda che dice che è difficile che ci sia un libro ebraico di una certa importanza sul quale  non abbia scritto un suo commentario o almeno abbia provveduto ad aggiungere appunti marginali o note, molti dei quali furono dettati ai suoi allievi. Tuttavia niente di tutto ciò venne pubblicato mentre era ancora in vita. Occorre rimarcare che il "Gra" fu molto preciso nella formulazione dei suoi commentari, perché sosteneva di essere obbligato dalla Legge della Torah che solo la "Torah shebichtav" (la legge scritta) può essere scritta – il resto della  "Torah shel ba'al peh" (legge orale) non può, questo è permesso in base a circostanze sconosciute. Così il Gaon di Vilna fu rispettato per questa sua visione della legge; si adoperava nel ridurre le sue estese spiegazioni che erano molto imperscrutabili ai non avanzati talmudisti. I suoi appunti sul Talmud babilonese e sullo Shulchan Aruch sono conosciuti col nome di Biurei ha-Gra ("Le Elaborazioni del Gra"). Il suo commento della Mishnah è intitolato Shenoth Eliyahu ("Gli anni di Elia"). Diverse opere di Kabbalah hanno commentari a suo nome. Le sue intuizioni sul Pentateuco sono intitolate Adereth Eliyahu ("Lo Splendore di Elia"). I commentari sui Proverbi e altri libri del Tanakh furono scritti più tardi nel corso della sua vita.
Un'opera di matematica, intitolata  Ayil Meshulash ("Un rapporto in tre parti", in riferimento all'opera di Abramo, la cosiddetta "Alleanza fra le parti", in Genesi 15,9) gli viene generalmente attribuita.

### L'influenza sul mondo ebraico

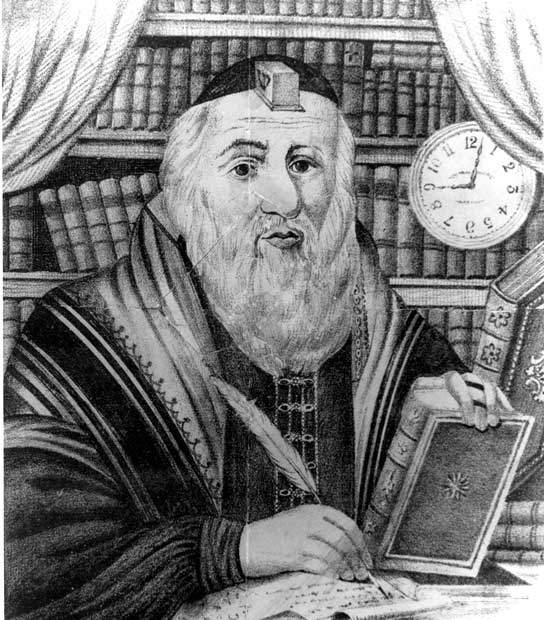
Ritratto del Gaon di Vilna

Seguendo un desiderio del Gaon di Vilna, tre gruppi di suoi discepoli e le loro famiglie, più di 500 persone, compirono la aliyah nella Palestina ottomana, nel periodo che va dal 1808 al 1812. Questa immigrazione è considerata l'inizio dei moderni insediamenti in Israele. Questi gruppi di ascetici furono chiamati Perushim, che significa  "i separati", perché essi si isolarono dai piaceri del mondo per studiare la Torah. Essi in origine si erano stabiliti a Tzfat ma in seguito a numerose calamità, incluse la peste e il terremoto, molti si spostarono a Gerusalemme. Il loro arrivo ricostituì la presenza degli ebrei ashkenaziti a Gerusalemme, che per oltre cent'anni erano stati principalmente sefarditi.
Le aliyah dei Perushim hanno avuto un effetto diffuso e costante sugli ebrei in Palestina. Essi diffusero gli insegnamenti del Gaon di Vilna, che ebbero una  considerevole influenza sul pensiero e le pratiche religiose ebraiche all'interno della comunità Ashkenazi. Essi organizzarono anche diversi Kollels, fondarono il quartiere ebraico di Mea Shearim e si occuparono di ricostruire la sinagoga di Yehudah heChassid (conosciuta anche come la Sinagoga Hurva o "Le Rovine"), che era stata lasciata in rovina per 140 anni.
Abbastanza ironicamente, vista sotto una luce tradizionale, il Gaon di Vilna fu anche una figura ispiratrice del movimento della Haskalah, che apprezzò la sua enfasi sul peshat al di sopra del pilpul, il suo impegno e la sua maestria nella grammatica e nella Bibbia ebraica e il suo interesse nelle critiche dei testi rabbinici.
Esiste una statua del Gaon di Vilna e una strada a lui dedicata a Vilnius, luogo della sua morte. Anche suo figlio Abraham fu uno studente degno di nota.

### La morte
Dopo la sua morte, avvenuta nel 1797, all'età di 77 anni, venne seppellito nel cimitero ebraico di Šnipiškės (Vilnius), ora nel distretto municipale di Žirmūnai (Vilnius). Il cimitero fu chiuso dalle autorità russe dello Zar nel 1831 e parzialmente ricostruito altrove.
Nel 1950 le autorità sovietiche progettarono la costruzione di uno stadio e una sala concerti in quel luogo. Essi autorizzarono la rimozione dei resti del Gaon di Vilna per seppellirli nuovamente nel nuovo cimitero.